# Capitool (Romeinse Rijk)
Het capitool (Latijn: capitolium) is in de Romeinse religie een heiligdom van het Capitolijnse godentrias, het trias gevormd door de goden Jupiter Optimus Maximus, Juno Regina en Minerva.
Het archetype was de Capitolijnse tempel, het heiligdom op het Capitool in Rome. Steden die een capitool aanlegden probeerden dit net als in Rome op het hoogste punt van de stad en in de buurt van het forum te bouwen.
Volgens Varro bestond er in Rome een tweede, ouder capitool dat capitolium vetus werd genoemd. Dit bevond zich ten noorden van de Quirinaal, in de huidige wijk Trevi.
Een capitool werd aanvankelijk alleen opgericht in Romeinse koloniën, maar vervolgens ook in steden die een bijzondere verbondenheid met het Romeinse Rijk wilden tonen of die dit opgelegd kregen, zoals het geval was bij Aelia Capitolina, het voormalige Jeruzalem, waar een Capitool werd gebouwd op aandringen van keizer Hadrianus.